# جينارو هيرنانديز
جينارو هيرنانديز (بالإنجليزية: Genaro Hernández)‏ كان ملاكم أمريكي سابق صنّف ضمن فئة وزن الوسط. حقق بطولة رابطة الملاكمة العالمية وبطولة المجلس العالمي للملاكمة.

## إحصائيات
خاض خلال مسيرته 41 نزالا، فاز في 38 وتعادل في 1 وخسر في 2. فاز بالضربة القاضية في 17 نزالا.

## روابط خارجية
- جينارو هيرنانديز على موقع بوكس ريك (الإنجليزية) (registration required)